# Sala de Imprensa James S. Brady

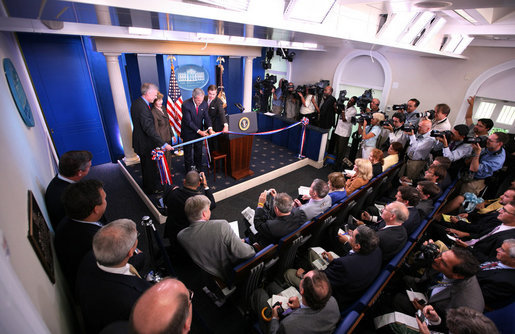
O presidente George W. Bush participa da inauguração da nova sala de imprensa em 11 de julho de 2007.

A Sala de Imprensa James S. Brady (James S. Brady Press Briefing Room) é um pequeno salão na Ala Oeste da Casa Branca, onde o Porta-voz da Casa Branca dá entrevistas aos meios de comunicação e o Presidente dos Estados Unidos às vezes se dirige à imprensa e à nação. Está localizado entre o espaço de trabalho atribuído a Associação de Correspondentes da Casa Branca e o Gabinete de Imprensa da Casa Branca.

## História
Entre a presidência de Woodrow Wilson até 1969, as comunicações do presidente e das conferências de imprensa em geral ocorreram na Indian Treaty Room, no edifício Harry S. Truman e na Sala Leste da Casa Branca.
Em 1969, para acomodar o crescente número de repórteres atribuídos à Casa Branca, o presidente Richard Nixon tinha a piscina coberta, instalada pela March of Dimes para Franklin D. Roosevelt, coberta e transformada em escritórios de imprensa e um salão que poderia dobrar como sala de informações.

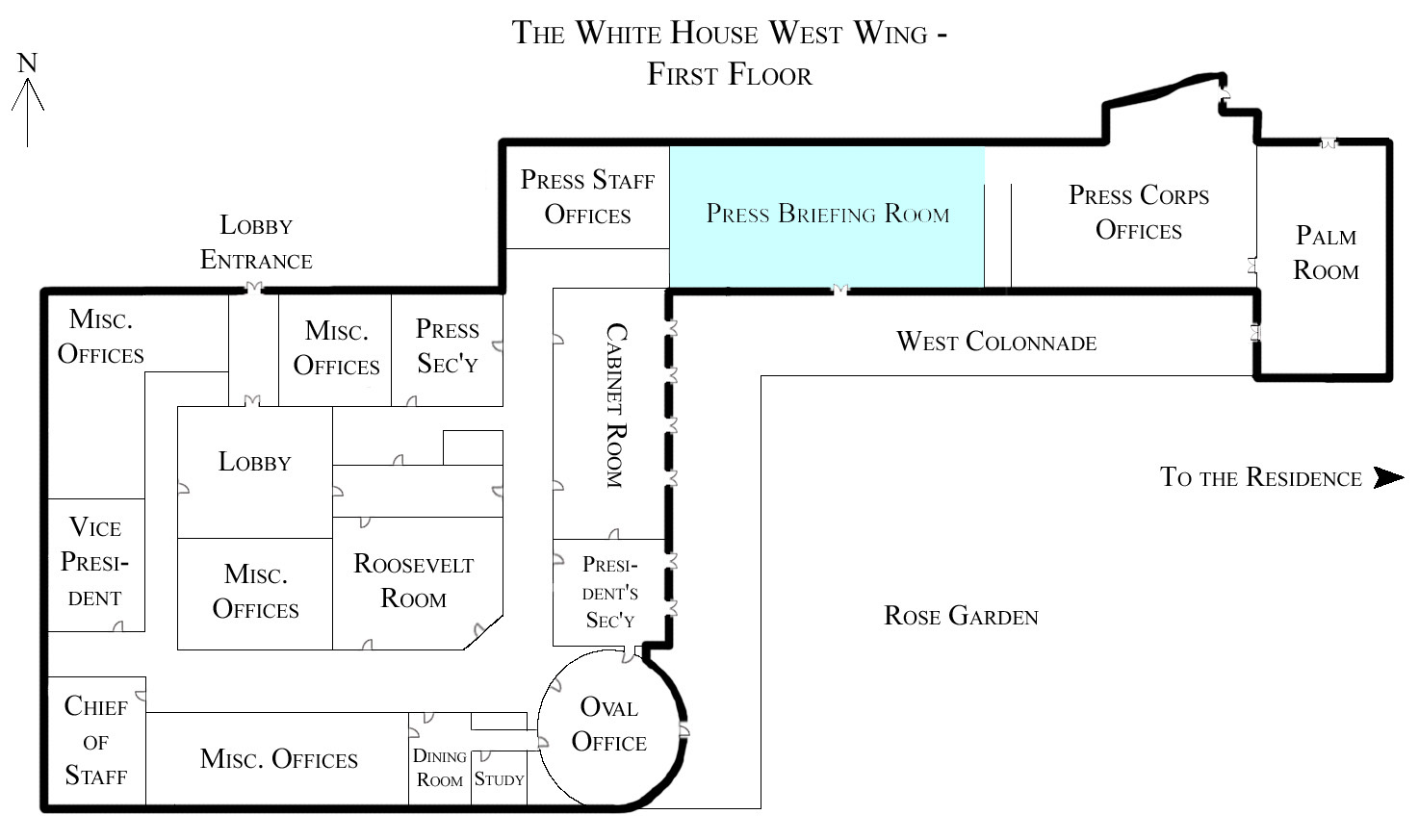
Mapa da Ala Oeste da Casa Branca com a sala de imprensa em azul.

Em 2000, a sala foi renomeada para "James S. Brady Press Briefing Room" em homenagem a James Brady, o secretário de imprensa que foi baleado e permanentemente incapacitado durante uma tentativa de assassinato do presidente Ronald Reagan em 1981.

### Reforma
Em dezembro de 2005, a Casa Branca anunciou a intenção de reformar a sala de imprensa e os pequenos escritórios de imprensa. Em 2 de agosto de 2006, a entrevista final foi realizada e o presidente George W. Bush recebeu vários secretários de imprensa anteriores na cerimônia de encerramento e houve hesitação e preocupação sobre se a imprensa poderia retornar à Casa Branca. Entretanto, o Centro de Conferências da Casa Branca foi usado como local temporário para as conferências de imprensa.
O presidente Bush reabriu a sala reformada em uma cerimônia de corte de fita na manhã do dia 11 de julho de 2007. Ele realizou sua primeira conferência de imprensa formal na nova sala de discussão no dia seguinte, após a divulgação de um relatório sobre o progresso do governo iraquiano. A modernização custou quase US$ 8,5 milhões. Desse valor, US$ 2,5 milhões foram financiados pela mídia e o restante foi financiado por dólares de impostos. O assento de cada correspondente custava US$ 1.500. Sob a atual sala de imprensa encontra-se a antiga piscina da Casa Branca que desde então se tornou uma sala de servidores de computador.
A mudança mais notável na sala de imprensa é um cenário diferente para as conferências, agora com uma tela suavemente iluminada flanqueada por colunas falsas em vez da cortina azul anterior. O novo pódio também contém telas de vídeo para teleconferências e exibições multimídia. Por razões de segurança, o alçapão que fornecia acesso à piscina antiga (uma parada popular para visitantes) foi substituída por uma discreta escada.
Apesar das queixas sobre a falta de espaço da sala de imprensa anterior, a sala de imprensa atual tem apenas mais um lugar de imprensa do que antes da renovação.